# Kalaallisut
Kalaallisut sau groenlandeza vestică este dialectul standard al limbii groenlandeze, vorbită de marea majoritate a locuitorilor Groenlandei, precum și de mii de inuiți groenlandezi de pe teritoriul continental al Danemarcei (în total, aproximativ 50.000 de oameni). Kalaallisut înseamnă „groenlandeză” și este practic identic cu standardul modern groenlandez. Acest dialect era vorbit în trecut doar în sud-vestul Groenlandei, adică în regiunea din jurul orașului Nuuk, capitala Groenlandei.
Tunumiit și inuktun sunt dialecte regionale ale groenlandezei, vorbite de o mică minoritate a populației. Daneza rămâne o importantă lingua franca în Groenlanda și este utilizată în multe părți ale vieții publice, ca urmare a faptului că este principala limbă vorbită de danezii din Groenlanda.
O limbă dispărută care a fost folosită mai demult în comerț, cunoscută sub numele de groenlandeza vestică pidgin, se asemăna cu groenlandeza vestică.
Varianta principală a limbii groenlandeze, kalaallisut, a devenit limba oficială a teritoriului autonom al Groenlandei în iunie 2009; aceasta a fost o decizie adoptată de Naalakkersuisut (guvernul Groenlandei) pentru a consolida statutul limbii autohtone în competiție cu limba colonială, daneza, care continuă să fie vorbită de majoritatea populației.